# Wedidkari
Wedidkari (gruz. ვედიდკარი) – wieś w Gruzji, w regionie Megrelia-Górna Swanetia, w gminie Martwili. W 2014 roku liczyła 713 mieszkańców.